# Taichi
Taichi  è un nome proprio di persona giapponese maschile.

## Origine e diffusione
Come la maggioranza dei nomi giapponesi, Taichi può essere composto da una gran varietà di kanji e avere quindi significati diversi; una delle possibili composizioni è da 太 (ta, "grande", "grosso") e 一 (ichi, "uno", da cui anche Shin'ichi).

## Il nome nelle arti
- Taichi Yagami è un personaggio della serie manga Digimon Adventure V-Tamer 01 e della serie anime Digimon Adventure (nonché dei relativi seguiti, cortometraggi e lungometraggi).